# Petra Preuß
Petra Preuß (* 1972 in Hannover) ist eine deutsche Theater- und Filmschauspielerin und Synchronsprecherin.

## Leben
Petra Preuß wuchs in Hannover auf, wo sie das Gymnasium Herschelschule besuchte, in der dortigen englischen Theater-AG spielte und schon in der Schulzeit an Theaterworkshops des ortsansässigen Rammbaff-Theaters teilnahm. Nach dem Abitur zog sie nach München und studierte zunächst am „Bliss-Theaterstudio“, später an der Theaterakademie Spielstatt Ulm Schauspiel.
Nach dem Erhalt der paritätischen Bühnenreife hatte sie Engagements u. a. am Jungen Theater Augsburg, dem Münchner Volkstheater, dem Fränkischen Landestheater, dem Theater der Altstadt Stuttgart und bei den Burgfestspielen Jagsthausen. In dieser Zeit spielte sie beispielsweise das „Gretchen“ im Urfaust, die „Christine“ in Fräulein Julie oder „Myra Hindley“ in Fassbinders „Preparadise Sorry now“. Im Anschluss arbeitete sie vornehmlich freiberuflich und spielte in Komödien wie „Loriot“ oder zeitgenössischen Stücken wie „Die dritte Kolonne“. 2003 gründete sie mit ihrem Kollegen Falko Glomm in Berlin das „Theater MachWerk“, das mit verschiedenen szenisch-musikalischen Lesungen tourte und Auftritte z. B. an der Komischen Oper hatte. Zudem schrieben und spielten beide diverse Live-Hörstücke für das Nocti Vagus, dem Dunkelrestaurant in der Backfabrik Berlin.
Petra Preuß ist eine viel beschäftigte Synchron- und Voiceover-Sprecherin. Sie stand in Nebenrollen in verschiedenen TV- und Filmproduktionen vor der Kamera. Seit einigen Jahren ist sie auch als Theaterworkshopleiterin tätig und erarbeitet Theaterstücke mit Jugendlichen. Sie lebt in München.

## Filmografie (Auswahl)
Schauspielerin
- 1996: Vorsicht, Falle (Regie: Axel Barth)
- 2000: Vorsicht Falle (Regie: Kurt Hieber)
- 2006: Zwei Ärzte sind einer zu viel – Mitten im Leben (Regie: Karsten Wichniarz), Filmreihe
- 2007: Zwei Ärzte sind einer zu viel – Wer im Glashaus sitzt (Regie: Karsten Wichniarz), Filmreihe
- 2009: Der dunkle Spiegel (Regie: Thomas Haaf), Spielfilm
- 2010: Wer zum Teufel ist der Weihnachtsmann (Regie: Ansgar Ahlers), Kino-Kurzfilm
- 2015: Aktenzeichen XY … ungelöst (Regie: Thomas Pauli)
- 2023: Sturm der Liebe (Fernsehserie)

Synchronsprecherin
- 2015: Lora Martinez-Cunningham (als Ida) in Manhattan
- 2016: Shantel VanSanten (als Victoria) in Rush Hour
- 2016: Elizabeth Bowen (als Pressesprecherin) in Feuer im Kopf
- 2017: als Tineth in Lost in Oz
- 2017: Jane Moffat (als Kellys Mutter) in The Sound
- 2017: Amy Benedict (als Bonnie Sorenson) in Pure Genius
- 2018: Donna Rusch (als Margaret) in Spinning Man – Im Dunkel deiner Seele
- 2018: Erin Noble (als Marla Truscott) in Cardinal
- 2018: Rochelle Greenwood (als Sasha Davis) in Code Black
- 2020: Darlesia Cearcy (als Dr. Okafor) in High Fidelity
- 2020: Kirsten Williamson (als Eliza) in Nurses
- 2020: Jennifer Ikeda (als Dr. Chou) in New Amsterdam
- 2020: Teryl Rothery (als Carolyn Harrison) in Mit Liebe zum Mord
- 2020: Gabrielle Miller (als Rebecca Lane) in Jeff Jackson: Der Fluch der Smaragdbrosche
- 2021: Natalia Castellanos (als Bürgermeisterin Lopez) in Bosch
- 2021: Kathy Chow (als Zhaos Mutter) in The Rookies
- 2022: Miriam Lucia (als Liz) in Suspicion

## Hörbücher/Hörspiele (Auswahl)
- 2006: Franz Kafka: Wartende Stille
- 2021: Richard Wagner: Der Ring des Nibelungen